# NXIVM

NXIVM ([ˈnɛksiəm], також Нексіам і Нексіум) — американська комерційна організація, яка представляла себе як мережева компанія і пропонувала платні семінари особистісного та професійного розвитку за розробленою нею ж програмою Executive Success Programs. Головний офіс компанії знаходився в місті Олбані штат Нью-Йорк. На думку ряду критиків, ця компанія працювала за пірамідальною схемою з елементами харизматичного культу.
Керівникам NXIVM були пред'явлені кримінальні звинувачення у використанні рабської праці і сексуальної експлуатації після того, як з'ясувалося, що вони створили таємне товариство, учасниці якого зазнали таврування і ставали секс-рабинями.
На початку 2018 року засновник NXIVM Кіт Раньєр і його спільниця, актриса Еллісон Мек, були заарештовані за звинуваченням у федеральних злочинах, скоєних в ході діяльності DOS, включати секс-торгівлю. Звинувачення у федеральних злочинах були пред'явлені ще кільком людям, пов'язаним з NXIVM. Станом на квітень 2019 року, таких обвинувачених було п'ять осіб: Мек, співзасновник NXIVM Ненсі Зальцман (англ. Nancy Salzman), Лорен Зальцман (Lauren Salzman), спадкоємиця корпорації Seagram Клер Бронфман і бухгалтерка Кеті Рассел (Kathy Russell).
Федеральний судовий процес над Раньєрі почався 7 травня 2019 року. 19 червня того ж року він був визнаний винним в торгівлі людьми з метою сексуальної експлуатації та рекеті.
На кінець жовтня 2020 року засуджено двох обвинувачених у справі NXIVM: Кіт Раньєрі засуджений до 120 років позбавлення волі і штрафу в 1,75 млн. $, Клер Бронфман — до шести років і дев'яти місяців ув'язнення у федеральній в'язниці[⇨].

## Передісторія

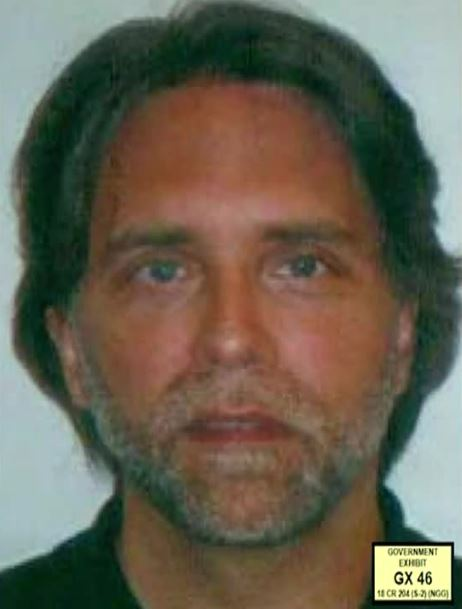
Кіт Раньєрі

Засновник компанії NXIVM — Кіт Раньєрі (Keith Raniere), що народився 26 серпня 1960 року. Ця компанія була вже не першим його бізнесом. До того він разом з давніми подругами Карен А. Антеррейнер (Karen A. Unterreiner) і Пам Кафріц (Pam Cafritz), які в 1990-х роках жили разом з Раньєром в одному будинку в Олбані, створив компанію Consumer's Buyline.
Генеральний прокурор штату Нью-Йорк звинуватив цю компанію у використанні пірамідальної схеми. У 1996 році Раньєрі підписав судове мирову угоду сторін (англ. consent order), в якій він не визнав своєї провини в будь-яких правопорушеннях, але погодився заплатити штраф у сумі 40000 | $ та ніколи нікого не залучати до комерційної діяльності за такими схемами. Антеррейнер і Кафріц теж підписали цю мирову угоду.

## Заснування компанії
У 1998 році Кіт Раньєрі зустрівся з Ненсі Зальцман (Nancy Salzman) — медсестрою відділення психіатрії, яка володіла гіпнозом і НЛП . Разом вони заснували «Програму успіху керівників» (англ. Executive Success Programs — компанію розвитку особистості, що пропонувала різні техніки саморозвитку, а потім і NXIVM як «компанію персонального розвитку» personal development company, яка пропонує навчання за «Програмами управлінського успіху» (англ. Executive Success Programs скор. ESPs) і різноманітні техніки саморозвитку self-improvement. Раньєрі стверджував, що в цих програмах основна увагу зосереджувалася на тому, щоб людина отримувала задоволення від свого життя.

## Історія діяльності
У 2003 році за програмами ESP займалися близько 3700 чоловік, в подальшому загальна кількість які пройшли навчання в NXIVM досягла 17 000. Серед них, як повідомляється, була засновниця телекомпанії BET Шейла Джонсон, колишній генеральний хірург США Антонія Новелло, виконавчий директор компанії Enron Стівен Купер Stephen Cooper і Ана Крістіна Фокс (Ana Cristina Fox), дочка колишнього президента Мексики Вісенте Фокса. У наступні роки в семінарах NXIVM брали участь: підприємці Річард Бренсон (пізніше заперечував свою участь) і власник корпорації Seagram Едгар Бронфман  разом з дочками Сарою і Клер, актриси Лінда Еванс, Грейс Пак і Нікі Клайн.

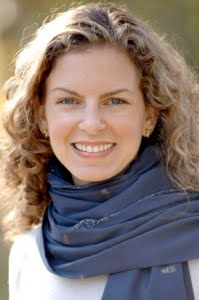
Сара Бронфман

У 2002 році Сара Бронфман була залучена до діяльності NXIVM товаришем сім'ї, потім залучила свою сестру Клер. Клер Бронфман серйозно займалася кінним спортом, здобула кілька перемог. На змаганнях вона носила жакет з написом «NXIVM»; Раньєр спробував використовувати її захоплення для просування своєї фірми і для встановлення зв'язків з діячами великого спорту. Клер увійшла до складу національної збірної США, але не пройшла відбір на Олімпіаду 2004 року і поступово перестала брати участь у змаганнях. У 2003 році вслід за сестрами Бронфман до NXIVM приєднався їх батько, Едгар Бронфман-старший. Він записався на п'ятиденний інтенсив для новачків, спочатку захоплено відгукувався про ці заняття, але незабаром розчарувався і запідозрив недобре.

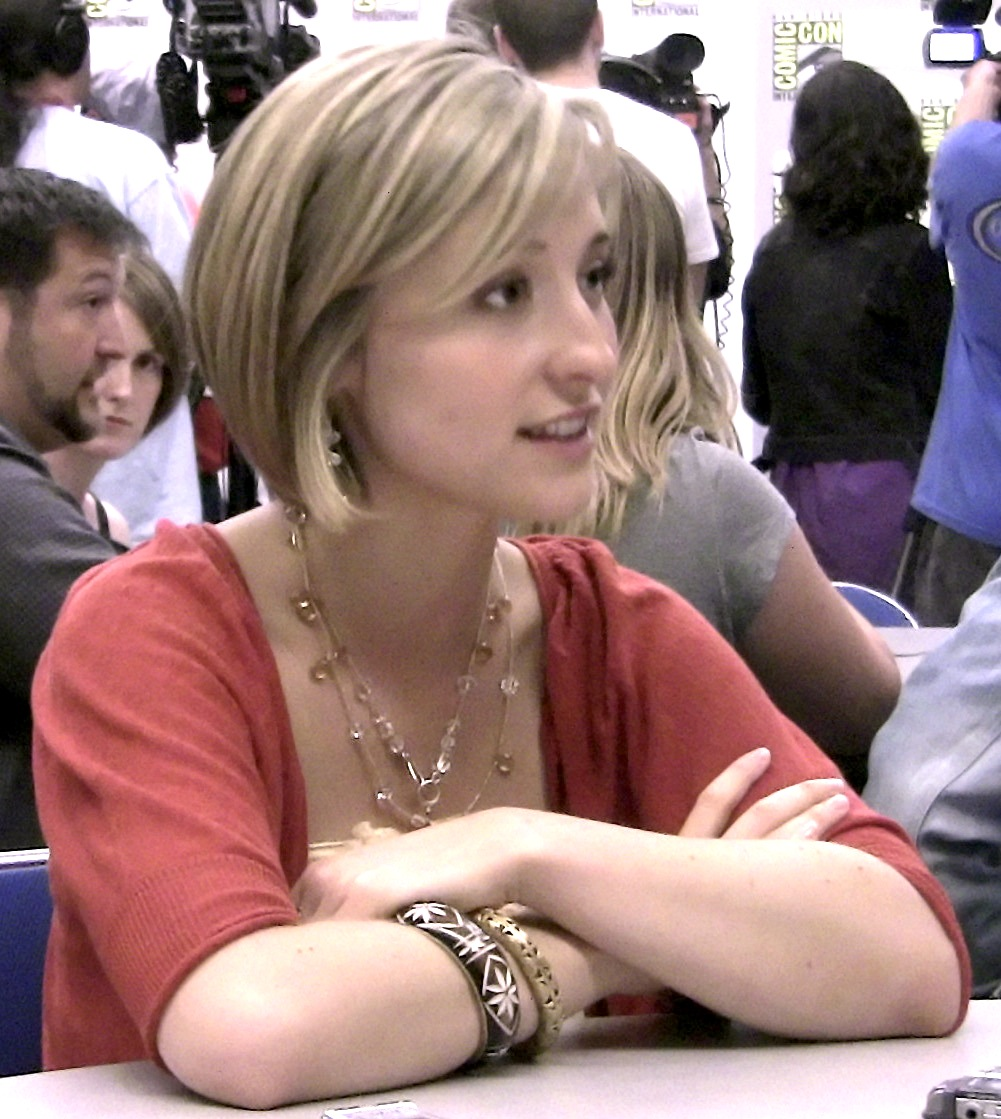
Еллісон Мек

Після того, як актриса Крістін Кройк у 2006 році була залучена до діяльності NXIVM, Ненсі Зальцман і її дочка Лорен вирушили до Ванкувера, щоб завербувати ще одну актрису — Еллісон Мек, яка разом з Кройк знімалася в серіалі «Таємниці Смолвіля» . Обидві актриси входили до Ванкуверського відділення NXIVM. Лорен Зальцман, на той час стала молодшим лідером NXIVM, зуміла залучити Мек, а Кройк незабаром вийшла з NXIVM. Мек також переконала своїх батьків вступити до NXIVM і надалі стала активно і не без успіху залучати нових людей до участі в тренінгах компанії. У 2011 році, припинивши зніматися в «Таємницях Смолвіля», вона переїхала в місто Кліфтон-Парк штату Нью-Йорк, ближче до головного офісу компанії NXIVM, розташованому в місті Олбані того ж штату.
На початку 2007 року багато учасників тренінгів NXIVM внесли пожертвування на першу президентську кампанію Гілларі Клінтон; більше десяти з них зробили максимально допустимі внески в розмірі 2300 доларів США, а всього на суму 29 900 $. Пов'язані з NXIVM особи також фінансово підтримали республіканця на виборах до Сенату США, пожертвувавши сумарно 66 363 $.
Компанія NXIVM зі змінним успіхом вела безліч судових процесів проти своїх реальних і уявних опонентів, в тому числі колишніх учасників, критично налаштованих журналістів і блогерів і навіть проти корпорацій AT&T і Microsoft, нібито порушували права інтелектуальної власності Раньєрі.
Деякі джерела стверджують, що в 2008 році сестри Бронфман намагалися чинити тиск на Стівена Хербіца (Stephen Herbits), конфідента їх батька, щоб він попросив прокурора округу Олбані Девіда Соарса (David Soares), губернатора штату Нью-Йорк Еліота Спітцера і генерального прокурора штату Нью -Джерсі Енн Мілграм почати кримінальне переслідування критиків компанії NXIVM. За тими ж відомостями, NXIVM підготувала досьє на Соарса, Спітцера, політичного консультанта Роджера Стоуна, сенатора Чака Шумера і журналіста олбанської Times Union Джорджа Рандольфа Горста III ці досьє зберігалися в підвалі будинку Ненсі Зальцман. Як повідомляє Times Union, NXIVM «заробила [певну] репутацію за агресивне переслідування критиків і відступників, які залишили її лави, в тому числі за спроби покарати судовими позовами критиків Раньєрі, організації або їх методів навчання».
7 листопада 2016 померла Пам Кафріц. Як повідомляється, після її смерті хтось продовжував витрачати гроші з її кредитної картки, витративши понад 300 000 $.

## Ідеологія і методика
Програма та методика тренінгів, що проводилися компанією NXIVM, були і залишаються комерційною таємницею, а їх учасники підписували договори про нерозголошення. Але, як повідомлялося, на них використовувалася техніка «раціонального запиту» (англ. rational inquiry — так її назвали в компанії), яка сприяє особистому та професійному розвитку. У 2003 році почався судовий процес Корпорація NXIVM проти Інституту Росса. NXIVM звинуватила відповідача в порушенні авторського права за публікацію витягів зі своєї інструкції, які дослідник культів Рік Алан Росс процитував в трьох критичних статтях, опублікованих на вебсайті інституту. Росс на його сайті дав психіатричну оцінку цієї «секретної» інструкції NXIVM, вважаючи, що заняття, які проводяться по ній є «дорогим промиванням мізків». Саму ж конфіденційну інструкцію Росс отримав від колишньої учасниці семінарів NXIVM Стефані Франко (Stephanie Franco), яка стала співідповідачем на тому ж судовому процесі, оскільки підписувала договір про нерозголошення і взяла на себе зобов'язання не давати цю інструкцію до занять іншим людям. Компанія NXIVM зверталася до судів Нью-Йорка і Нью-Джерсі, але обидва позови в результаті були відхилені.
Також стало відомо, що на семінарах NXIVM студенти повинні були називати Кіта Раньєрі «Авангардом» (англ. Vanguard «Лідером» або «Грандмастером» а Ненсі Зальцман — «Префектом» Prefect. За твердженнями The Hollywood Reporter, Раньєрі «взяв титул „Авангард“ з  своєї улюбленої аркадної гри … в якій, знищуючи ворога, гравець збільшує свою силу». Але в самій NXIVM такі титули вчителів пояснювалися тим, що Раньєрі нібито був керівником філософського руху, а Зальцман стала його першою ученицею.
Серед учасників тренінгів NXIVM як знаки відмінності використовувалися різнокольорові пояси, на зразок тих, що використовуються з тією ж метою в різних школах бойових мистецтв.
Одним з основних ідеологічних документів NXIVM було «Програмна заява» (англ. Mission Statement) з 12 пунктів, що учасники семінарів заучували напам'ять і регулярно повторювали, обіцяючи «очистити» себе від «всіх паразитичних і заздрісних звичок» , вербувати інших людей для участі в цих же курсах і «етично контролювати стільки грошей, багатств і ресурсів світу, скільки буде при виконанні плану успіху» . У навчальних класах вивішувалися портрети Раньєрі і Мек; наприкінці кожного заняття учасники висловлювали подяку цим двом лідерам.
Заняття-інтенсиви (англ. Intensives проводилися 16 днів поспіль по 12 годин на день. Ціна такого курсу навчання становила 7500 доларів США.
Крім плати за навчання, від учасників було потрібно вносити як заставу так зване «забезпечення» (англ. collaterial). За словами канадської актриси Сари Едмондсон, що брала участь в тренінгах за програмою ESP з 2005 року і пізніше розповіла про них на телеканалі A & E, для початківців учасників «забезпечення» було чимось нешкідливим — наприклад, потрібно залишити в заставу невелику суму грошей, які можуть бути утримані у вигляді «штрафу» за пропуск заняття в тренажерному залі, наприклад, або за інше дрібне порушення. Поступово учасники звикали до цієї практики, і наставники збільшували розмір «забезпечення», вимагали «віддавати в заставу» не тільки гроші, але і компрометуючі інформаційні матеріали. Як стверджує Times, після виходу в ефір цієї телепередачі за участю Сари Едмондсон сотні людей пішли з NXIVM.
У NXIVM також практикувалося «дослідження смислів» (англ. exploration of meaning); робота з дитячими спогадами, в ході якої практикуючий відповідав на питання старшого учня. Стверджувалося, що існують люди- «подавлювачі» (англ. Suppressives які неодмінно будуть заважати розвитку учасників тренінгу . Люди, які остаточно поверталися проти Раньєрі, вважалися потерпілими «повний провал» (англ. The Fall і, за словами одного з колишніх учасників NXIVM, словесно таврувалися як «люціферіанци, пропащі люди, які гарне сприймають як погане, а погане — як добре».
До дня народження Кіта Раньєрі члени NXIVM влаштовували «Тиждень Авангарду» (англ. Vanguard Week.
Як повідомляється, деякі члени внутрішнього кола NXIVM заявляли, що в минулих життях вони були високопоставленими нацистами. Зокрема, Барбара Баучі (Barbara Bouchey) представлялася реінкарнацією Райнгарда Гейдріха, «архітектора Голокосту», а Ненсі Зальцман — самого Гітлера. Однак лідер компанії Кіт Реньєрі, як повідомляється, в минулому житті командував антинацистськими партизанами.
Одна з колишніх учасниць навчальних курсів NXIVM скаржилася на те, що під час цих курсів лікар ставив над нею експерименти, в тому числі змушував її дивитися відеозаписи вбивства людей і знімав в цей час її електроенцефалограму. Цей самий лікар, Брендон П. Портер (Brandon P. Porter), пізніше отримав двадцять чотири звинувачення в порушеннях професійної етики (англ. professional conduct charges); в тому числі звинувачення в «моральній невідповідності вимогам практичної медицини» , від «Офісу професійного медичного поведінки» ([[:en:Office of Professional Medical Conduct) нью-йоркського департаменту охорони здоров'я  . У серпні 2019 року Брендон Портер був позбавлений медичної ліцензії за участь в проведенні експериментів над учнями в NXIVM і за те, що не повідомив про «незвичайної спалаху захворювання», що сталася на «Тижні Авангарду» в 2016 році  .

## Афілійовані організації
Відомо про існування кількох організацій, пов'язаних з NXIVM.
У 2006 році Раньєрі заснував «Райдужний культурний сад» (англ. Rainbow Cultural Garden - міжнародну мережу дитячих громадських об'єднань, в яких дітей навчали семи мов .
Раньєрі і сестри Бронфман створили некомерційну організацію «Світовий консорціум етичних фондів» (англ. World Ethical Foundations Consortium в 2009 році ця організація стала спонсором візиту Далай-лами XIV в Олбані. Той візит спочатку був скасований через негативні публікації про NXIVM у пресі, але в підсумку все-таки відбувся; в травні 2009 року Далай-лама виступив у театрі «Палас»; . Згодом, в 2017 році, лама Tenzin Dhonden, сам себе назвав «Персональним емісаром Далай-лами по зміцненню миру» (англ. Personal Emissary for Peace for the Dalai Lama який був в числі організаторів візиту Далай-лами в Олбані, був тимчасово відсторонений від посади через підозри в корупції; в ході розслідування були також виявлені особисті відносини між ним і Сарою Бронфман, що почалися в 2009 році.
Крім формально зареєстрованих організацій, були створені неформальні спільноти, в тому числі жіноче товариство Jness, засновницею якого стала Пам Кафріц, і чоловіче «Суспільство захисників» (англ. Society of Protectors. У «Товаристві захисників», за словами колишнього учасника, практикувалася «кругова порука» і за проступок одного учня могли покарати всю його групу .

## Таємне товариство

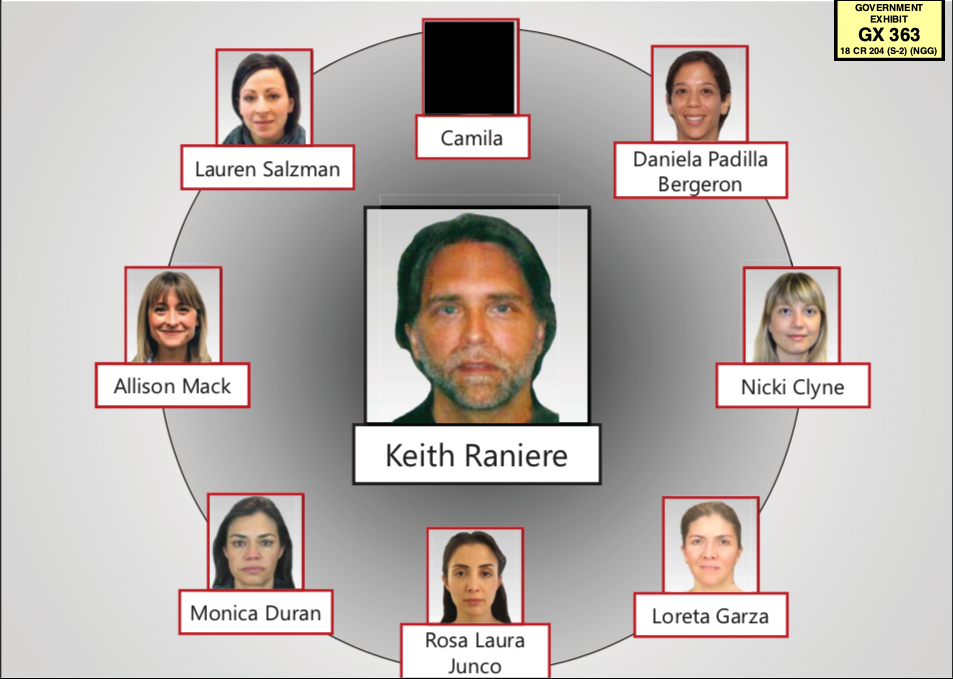
Верхній рівень Dominus Obsequious Sororium — безпосередні рабині Кіта Раньєрі

Кіт Раньєрі та Еллісон Мек створили таємне товариство Dominus Obsequious Sororium, або скорочено DOS. Це спотворене латинське найменування можна перекласти як «панське послужливе сестринство», «панування над підлеглими жінками» або «господар над рабинями» . DOS діяло в Нью-Йорку, Канаді та Мексиці. За версією звинувачення і повідомленнями колишніх учасниць, це таємне сестринство представляло собою певний рабовласницький багаторівневий маркетинг: кожна з секс-рабинь Кіта Раньєрі могла завербувати ще шість жінок, які ставали її рабинями, а згодом могли стати рабовласницями залучених ними. Кожна нова учасниця таємного товариства повинна була надати своїй пані або самому Раньєрі для «забезпечення» свої інтимні фотографії, «чутливу» інформацію або інші компрометуючі матеріали. Жінки могли утримуватися в сестринстві під загрозою поширення цієї інформації в разі непокори або виходу з організації. Рабині рабинь виконували за наказом своїх господинь домашню або іншу роботу, але вступати в інтимні стосунки мали винятково з Кітом Раньєрі; пані були зобов'язані готувати своїх рабинь до цього і приводити їх у належний вигляд. Від усіх учасниць DOS потрібно дотримуватися низькокалорійної дієти, тому що Раньєрі подобалися тільки худі жінки, і кожну могли покарати фізично, а також штрафами і голодуванням, за будь-який непослух або невідповідність вимогам . За версією звинувачення, одну з учасниць сестринства змусили майже два роки не виходити з кімнати як покарання за невідомий «етичний проступок» проти Раньєрі ; в березні 2019 року Лорен Зальцман зізналася на суді в тому, що з березня 2010 по квітень 2012 року утримувала жінку, ім'я якої не розкривається, в одному з будинків в Північному окрузі Нью-Йорка і примушувала її до праці, погрожуючи депортацією в Мексику .

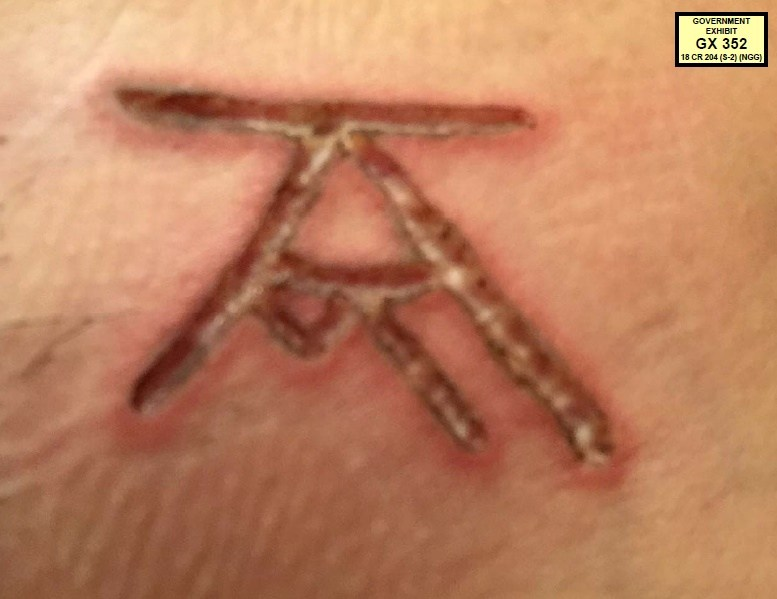
Клеймо учасниці сестринства

У 2017 році Еллісон Мек залучала до DOS канадську акторку Сару Едмондсон; остання через це незабаром покинула NXIVM, публічно засудила цю організацію і розкрила деталі церемонії вступу в Dominus Obsequious Sororium. Едмондсон стверджувала, що майбутня учасниця сестринства повинна була повністю роздягтися, надіти маску для сну на очі, лягти на масажний стіл і вимовити «Пані, будь ласка, затавруйте мене, це буде честю» (англ. Master, please brand me, it would be an honor.) У ролі «пані» виступала Лорен Зальцман. Еллісон Мек і ще три жінки тримали новеньку за плечі і за ноги, коли лікар Даніель Робертс (Danielle Roberts) ставила їй дводюймове клеймо над стегном за допомогою медичного випалювача. Ця болісна процедура проводилася без знеболювання і тривала 20-30 хвилин. Пізніше Мек в інтерв'ю New York Times зізналася, що таврування жінок було її ідеєю.
У липні 2017 року Сара Едмондсон подала скаргу на Даніель Робертс до Департаменту охорони здоров'я Нью-Йорка, але той відповів відмовою, вважаючи, що Робертс, проводячи таврування Едмондсон, не працювала її лікарем і цей випадок знаходиться в компетенції місцевих правоохоронних органів, а не департаменту охорони здоров'я. Але місцева поліція також відхилила скарги, визнавши, що члени DOS добровільно погодилися на участь в такому обряді посвяти і тому він не є порушенням закону. Пізніше Сара Едмондсон погодилася показати зроблене їй клеймо журналістам New York Times, які викривали NXIVM.
Іншою відомою учасницею цього таємного сестринства була Індія Оксенберг (India Oxenberg), дочка американської актриси Кетрін Оксенберг. Індія приєдналася до NXIVM в 2011 році. На суді у справі Раньєрі були дані свідчення про те, що Індія Оксенберг цілий рік дотримувалася вкрай низькокалорійної (500 ккал на день) дієти, щоб скинути вагу до 48,5 кг. У травні 2017 роки вона зізналася матері, що її таврували . Після арешту Кіта Раньєрі Індія Оксенберг покинула NXIVM .
Метою подібних садомазохістських практик оголошувалося «приватне посилення» жінок, які, нібито, страждають від власної необов'язковості і надмірної емоційності. Пізніше у відповідь на звинувачення Кіт Раньєрі заявив, що це сестринство не було пов'язано з NXIVM або іншим його бізнесом, жінки брали участь добровільно і були цілком здорові та щасливі.

## Журналістські розслідування
У жовтні 2003 року в журналі Forbes була опублікована стаття про NXIVM і Раньєрі, незабаром за нею пішла критична публікація в Vanity Fair: «Люди в NXIVM були приголомшені. Вони очікували позитивної історії, про яку Раньєрі, Зальцман, Сара Бронфман та інші високопоставлені говорили в інтерв'ю „Форбсу“. Найбільше їх засмутила ремарка Едгара Бронфмана. „Я думаю, що це культ“ — заявив він журналістам, кажучи про свою стурбованість „емоційними і фінансовими“ інвестиціями в NXVM, зробленими його дочками, з якими він кілька місяців не розмовляв»  . Про тих самих дочок Forbes в 2006 році написав, що вони відкрили кредитну лінію на два мільйони доларів США для компанії NXIVM з можливістю оплати тренінгами та телефонними консультаціями, проведеними Зальцман, а в 2010-му — що сестри Бронфман здійснювали операції з товарами і нерухомістю за порадою Раньєрі і ці угоди виявилися для них невдалими.
Інтерес журналістів до прихованої діяльності компанії NXIVM посилився після виходу в жовтні 2017 року статті в The New York Times. У ній вперше була опублікована інформація про існування всередині компанії «таємного сестринства» під назвою DOS, учасниці якого імовірно називалися «рабинями» (англ. slaves), деяких з них таврували ініціалами Раньєрі і Мек, фізично карали їх «пани» (англ. masters), і вони повинні були надати їм свої фотографії в оголеному вигляді або іншу потенційно небезпечну інформацію про себе як «забезпечення» (англ. collateral). Представники правоохоронних органів заявили, що члени DOS опинилися в сексуальному рабстві.
15 грудня 2017 року тележурналі новин «20/20» в ефірі American Broadcasting Company вийшло кілька інтерв'ю з колишніми прихильниками NXIVM, включаючи Сару Едмондсон і Кетрін Оксенберг, яка підозрювала, що її дочка Індія Оксенберг (India Oxenberg), яка продовжувала брати участь в тренінгах, була в небезпеці. Кілька колишніх членів NXIVM говорили про фінансові та сексуальні «апетити» керівників компанії. Потім Едмондсон виступила в ще одній передачі — «Втеча з NXIVM», що вийшла на CBC в першому сезоні подкасту Uncover.
Кілька відомих мексиканців — в числі яких Еміліо Салінас Оккеллі (Emilio Salinas Occelli) — син колишнього президента Карлоса Салінаса і Ана Крістіна Фокс (Ana Cristina Fox) — дочка колишнього президента Вісенте Фокса, Роза Лаура Джунко (Rosa Laura Junco), Лорета Гарза Давіла (Loreta Garza Dávila — комерційний керівник з Нуево-Леона), Даніела Паділла (Daniela Padilla), Каміла Фернандес (Camila Fernández) і Моніка Дуран (Mónica Durán) — звинувачуються в участі в справах компанії NXIVM в статті, що вийшла в газеті New York Times 26 травня 2019 року.

## Кримінальна справа
У березні 2018 року Кіт Раньєрі був заарештований за звинуваченням в кількох злочинах, пов'язаних з діяльністю таємного товариства DOS, включаючи секс-торгівлю людьми, злочинну змову з метою секс-торгівлі і з метою використання примусової праці. Він був затриманий в Мексиці, екстрадований до США і за рішенням федерального суду в місті Форт-Уерт штату Техас був поміщений під варту в Нью-Йорку. У пред'явлених Раньєрі звинуваченнях стверджувалося, що щонайменше, одна жінка була примушена до вступу в статевий зв'язок з ним і що ритуал таврування, про який розповідала Едмондсон та інші, також не завжди був добровільним . Федеральний прокурор США Річард Донохью (Richard Donoghue) заявив про те, що Кіт Раньєрі «створив таємне жіноче товариство, учасниці якого займалися сексом з ним і були затавровані його ініціалами і яких він примушував, погрожуючи розголошенням чутливих персональних даних і відбиранням майна» . 4 травня 2018 року Раньєрі заявив про свою невинуватість.
Еллісон Мек була арештована 20 квітня 2018 року за звинуваченнями в секс-торгівлі, рекеті, змові з метою секс-торгівлі і з метою використання примусової праці. За версією звинувачення, Мек, після того як вона рекрутувала жінок до NXIVM і потім в DOS, примушувала їх до вступу в інтимні стосунки з Раньєрі і до роботи служницями. Імовірно, Мек отримувала винагороду від Раньєрі за таке залучення нових жінок. Пізніше Мек звинуватили і в тому, що вона була другою після Раньєрі людиною в NXIVM і тому вони були спільниками в його протиправній діяльності. 24 квітня Мек була звільнена під заставу в п'ять мільйонів доларів і поміщена під домашній арешт у будинку її батьків в Каліфорнії. Мек і Раньєрі загрожує від 15 років позбавлення волі до довічного ув'язнення .
8 квітня 2018 року Еллісон Мек визнала себе винною. Вирок у справі Еллісон Мек очікувався у вересні 2019 року. Але 15 липня 2019 старший окружний суддя Ніколас Гарауфіс (Nicholas Garaufis) вирішив відкласти розгляд справи по суті на невизначений термін, щоб дати співробітникам служби пробації час на завершення попереднього розслідування.
Незабаром після арешту Раньєрі був проведений обшук в будинку Зальцман і прокурори заявили, що можна очікувати нових арештів у цій справі і змін звинувачення Раньєрі і Мек. Наприкінці травня два об'єкти нерухомості в околицях Олбані, що належали NXVIM, були вилучені владою.
Як повідомляла New York Post у квітні 2018 року, компанія NXIVM перемістилася до Брукліна, а керувати нею почала Клер Бронфман. 12 червня того ж року Times Union повідомив, що NXIVM призупинила діяльність через «екстраординарні обставини, в яких опинилася компанія» .
Клер Бронфман була арештована федеральними агентами 24 липня 2018 року в Нью-Йорку за звинуваченням у відмиванні грошей і протиправному використанні чужих персональних даних в ході діяльності компанії NXIVM, але Окружний суд Східного округу Нью-Йорка в Брукліні визнав її невинною в цих злочинах. Вона була звільнена під заставу в сто мільйонів доларів і поміщена під домашній арешт з електронним спостереженням. 19 квітня 2019 роки їй були пред'явлені інші звинувачення — в злочинній змові з метою приховування злочину (англ. conspiracy to conceal в умисному приховуванні іноземців, що незаконно перебувають, здійсненому з корисливих мотивів (англ. harbor illegal aliens for financial gain), а також у шахрайстві з ідентифікацією особи (англ. identity theft). За цими звинуваченнями їй загрожувало від 21 до 27 місяців в'язниці і штраф в шість мільйонів доларів
За подібними звинуваченнями також були затримані президент NXIVM Ненсі Зальцман та її донька Лорен Зальцман, а також бухгалтер компанії Кеті Рассел (Kathy Russell). У березні 2019 року Ненсі Зальцман були пред'явлені звинувачення в рекеті.
У жовтні 2019 року було призначено дати заключних судових засідань, на яких повинні бути призначені покарання трьом обвинуваченим у справі NXIVM. Вирок Кіту Раньєрі очікувався 17 січня 2020 року, Клер Бронфман — 8 січня, Кеті Рассел — 29 листопад . Однак потім вироки були відкладені на квітень 2020 року.

У підсумку тільки 30 вересня 2020 року Клер Бронфман була засуджена до шести років і дев'яти місяців ув'язнення у федеральній в'язниці, ставши першою засудженою у справі. Наступним став лідер компанії Кіт Раньєрі, 22 жовтня того ж року засуджений до 120 років тюремного ув'язнення і штрафу в 1,75 млн. доларів США за секс-торгівлю та інші злочини.

## Оцінки і критика
Ряд авторів описують NXIVM як пірамідальну схему, практику сексуального рабства, культ і секс-культ.

### Критика з боку журналістів і блогерів
Джеймс Одате (James Odato) — журналіст-розслідувач, репортер Albany Times Union. У 2012 році Одате публічно звинуватив Раньєрі в педофілії. У жовтня 2013 Одате разом з журналісткою Vanity Fair Сюзанною Ендрюс (Suzanna Andrews) і блогером Джоном Дж. Тайем (John J. Tighe), також публічно критикували NXIVM, виступили відповідачами на суді за позовом цієї компанії. Їх звинувачували також у незаконному доступі до комп'ютерів NXIVM. Чим завершився той судовий процес, невідомо, але незабаром після його початку Джеймс Одате заявив про свій відхід з Times Union.
Інший відомий критик компанії NXIVM — Френк Парлато (Frank Parlato) — в 2007 році працював на цю компанію, займався її піаром. Але потім, як повідомляється, він зрозумів, що учасники тренінгів NXIVM стали жертвами шахрайства з боку Кіта Раньєрі, і став активно критикувати цю фірму на своїх вебсайтах ArtVoice, The Niagara Falls Reporter і The Frank Report.
Джон Дж. Тай (John J. Tighe) писав про діяльність NXIVM у своєму блозі. У 2013 році NXIVM звинуватила Тайя в незаконному доступі до сервера компанії з використанням логіна колишнього учасника. У цій справі поліція штату Нью-Йорк обшукала будинок Тайя і вилучила його комп'ютери . Через кілька місяців Тай був заарештований за звинуваченням у зберіганні дитячої порнографії, яку поліція виявила на одному з вилучених комп'ютерів. За такими звинуваченнями Тайю загрожувало до 20 років ув'язнення, він пішов на угоду зі слідством, погодившись визнати себе винним за жодним з пунктів звинувачення. В результаті отримав п'ять років у федеральній в'язниці.

### Критика з боку колишніх учасників
У 2010 році на сторінках Times Union колишні наставники NXIVM описували студентів як «здобич» Раньєра, яку він використовував для реалізації своїх сексуальних і азартних нахилів .
Джозеф Дж. О'Хара (Joseph J. O'Hara) — адвокат, який в 2005 році звинуватив NXIVM у порушенні закону і вийшов з цієї організації. У 2007 році йому самому було пред'явлено звинувачення з боку влади округу Олбані. Пізніше з'ясувалося, що прокурор округу дозволив подрузі Раньєрі Крістін Киф (Kristin Keefe) працювати в окружному офісі свого роду адвокатом жертв. Звинувачення проти О'Хари в результаті були зняті.
Крістін Кіф (Kristin Keeffe) стала партнером Кіта Раньєрі на початку 1990-х років, а в 2013 році народила від нього сина Ґелін (Gaelyn). У лютому 2014 Кіф порвала з Раньєрі і його групою і разом з сином поїхала в інший регіон. У листі по електронній пошті, підписаному її ім'ям, пояснювалося: «У мене однієї є законне право опіки над Ґелін. Кіт ставив над ним експерименти. Мені довелося визволяти Ґелін звідти». Кіф публічно назвала Раньєрі небезпечною людиною і стверджувала, що «все гірші речі, що ви знаєте про NXIVM, — це правда». У 2015 році Кіф заявила, що керівники NXIVM розробили підступний план проти критиків компанії. Цих критиків планувалося заманити в Мексику на антікультового конференцію, де вони будуть заарештовані за безпідставними обвинуваченнями за наказом підкупленого судді .
Барбара Баучі (Barbara Bouchey) була клієнтом Ненсі Зальцман, звернувшись до неї ще в 1988 році. З 2000 року Баучі зустрічалася з Раньєрі. У 2009 році вона і ще вісім жінок («Дев'ятка NXIVM»,англ. The NXIVM Nine) виступили проти Раньєрі, звинувативши його у зловживанні владою в організації. У тому ж році Баучі покинула NXIVM і пізніше звернулася до правоохоронних органів.

## У культурі
- На телеканалі Investigation Discovery вийшла двогодинна програма-розслідування «Зниклі жінки NXIVM» (англ. The Lost Women of NXIVM)[123].
- Телекомпанія HBO заявила про плани створення документального телесеріалу про NXIVM[124][125].
- У серпні 2018 року побачила світ книга Кетрін Оксенберг «Полонянка: боротьба матері за порятунок дочки від жахливого культу» (англ. Captive: A Mother's Crusade to Save Her Daughter from a Terrifying Cult)[126].
- Кетрін Оксенберг зняла фільм для каналу Lifetime про участь її дочки в заняттях NXIVM[127][128]. Цей фільм був названий «Втеча з культу NXIVM: боротьба матері за порятунок доньки»[en] і вперше вийшов в ефір 21 вересня 2019 року. У цьому фільмі Кетрін Оксенберг була виконавчим продюсером і диктором, Андреа Рот знялася в ролі Кетрін Оксенберг, Пітер Фачінеллі в ролі Кіта Раньєрі, а Сара Флетчер[en] — в ролі Еллісон Мек[129].
- Книга «Програма: задум Кіта Раньєрі, успіх і провал NXIVM» (англ. The Program: Inside the Mind of Keith Raniere and the Rise and Fall of NXIVM), написана Тоні Наталі (Toni Natalie) і Четом Хардіном (Chet Hardin), повинна була побачити світ 24 вересня 2019 року[130][131].
- Сара Едмондсон написала книгу "Рубці. Справжня історія про те, як я втекла з NXIVM — культу, який зв'язав моє життя "(англ. Scarred: The True Story of How I Escaped NXIVM, the Cult That Bound My Life видання цієї книги було заплановано на 17 вересня 2019 року[132] .
- В одному з епізодів документального телесеріалу «E! True Hollywood Story»[en] були інтерв'ю з кількома колишніми учасниками тренінгів NXIVM і журналістами, в тому числі з Кетрін Оксенберг, Сарою Едмондсон та Каллумом Блу.
- У телесеріалі «Новобранець» (The Rookie) 7-ма серія 3-го сезону присвячена організації NXIVM